# Teebah Airlines
Teebah Airlines (auch Teebah Airways) war eine in Sierra Leone registrierte Fluggesellschaft in irakischem Besitz und mit Hauptsitz und operativer Basis in Amman in Jordanien. Sie führte vor allem Charterflüge für Iraqi Airways und im Dienste von Air Memphis und Kam Air durch.
Neben sämtlichen anderen in Sierra Leone registrierten Fluggesellschaften stand auch Teebah Airways ab März 2006 im Anhang A der ersten Fassung einer durch die Europäische Kommission herausgegebenen Liste der Luftfahrtunternehmen, deren gesamter Betrieb in der Gemeinschaft untersagt ist. Seit der Aktualisierung der Liste im Juni 2020 wird die Gesellschaft nicht mehr namentlich aufgeführt. Das gegen sämtliche Fluggesellschaften aus Sierra Leone verhängte Betriebsverbot in der Europäischen Union ist aber weiterhin in Kraft (Stand: Juni 2021).

## Flotte
Die Flotte von Teebah Airlines bestand im Jahr 2006 aus sechs Flugzeugen:
- 2 Boeing 727-200
- 3 Boeing 737-300
- 1 Boeing 767-233

## Zwischenfälle
- Am 25. Januar 2008 kam es zum Zusammenstoß einer Antonow An-12 der Gesellschaft mit einer geparkten Boeing 727, als beim Rollen der An-12 auf dem Vorfeld des Flughafens Pointe-Noire in der Republik Kongo die Bremsen versagten.[2]